# 4314 Dervan
A 4314 Dervan a Naprendszer kisbolygóövében található aszteroida. Eleanor F. Helin, Schelte J. Bus fedezte fel 1979. június 25-én.